# Schalkau
Schalkau est une ville allemande de Thuringe, située dans l'arrondissement de Sonneberg.

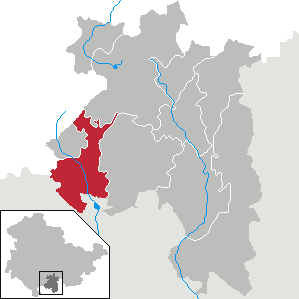
Situation de Schalkau (en rouge) dans l'arrondissement de Sonneberg